# Nic Waal
Nic Waal, ursprungligen Caroline Schweigaard Nicolaysen, född 1 januari 1905 i Kristiania, död 28 maj 1960 i Oslo, var en norsk psykoanalytiker och läkare.

## Biografi
Waal tog studentexamen 1923 och med.kand.-examen 1930. Efter praktik genomgick hon specialistutbildning i psykologi i Berlin. Både före och efter detta studerade hon både terapeutisk och didaktisk psykologi, bland annat under Harald Schjelderup och Wilhelm Reich. Hon godkändes som psykoanalytiker 1933, specialist i psykiatri 1951, och i barnpsykiatri 1953.
Hennes offentlig verksamhet började under studietiden med föreläsningar om familjeplanering och sexuell frigörelse. Som privatpraktiserande läkare i Oslo 1932-1939 blev hon föremål för en Chat Noir-visa: "Fru Nic Hoel har psykoanalysert mig," har ’a psykoanalysert dig?".
Waal hade olika befattningar inom psykiatrin på ett sjukhus i Oslo 1939-1954. År 1951 öppnade hon i Oslo Dr. Waals Institute för barn med anpassningssvårigheter, Norges första institution inom barnpsykiatrin. Avdelningen utökades 1953 och fick namnet Nic Waals Institute. Hon ledde institutet fram till sin död 1960.
På 1940-talet och 1950-talet medverkade hon i redaktionen för tidskriften Kvinnen og tiden. Under andra världskriget var hon aktiv i motståndsrörelsen, bland annat genom att föra judiska barn till Sverige. Hon greps och var flykting i Sverige under våren 1945.
Hon var gift tre gånger, första gången med Sigurd Hoel.

## Hederbetygelser
Posten publicerade 2005 ett frimärke med anledning av 100-årsdagen av Waals födelse.